# Peter Elliott (Leichtathlet)
Peter Elliott (* 9. Oktober 1962 in Rawmarsh, Rotherham) ist ein ehemaliger britischer Mittelstreckenläufer.

## Leben
Er war der letzte jener Generation von britischen Mittelstrecklern, die in den 1980er Jahren die internationalen Wettbewerbe dominierten, auch wenn seine Erfolge nicht ganz an die von Sebastian Coe, Steve Cram und Steve Ovett heranreichten.
1983 hatte er seinen Durchbruch zur Weltklasse im 800-Meter-Lauf. Nachdem er hinter dem Spanier Colomán Trabado Silber bei den Leichtathletik-Halleneuropameisterschaften gewonnen hatte, wurde er bei den Leichtathletik-Weltmeisterschaften in Helsinki Vierter. Bei den Olympischen Spielen 1984 in Los Angeles schied er im Viertelfinale aus.
Zwei Jahre später gewann er, für England startend, bei den Commonwealth Games 1986 Bronze hinter Steve Cram und dem Schotten Tom McKean. Bei den Weltmeisterschaften 1987 in Rom errang er in einem reinen Temporennen Silber hinter dem Kenianer Billy Konchellah.
Im Jahr darauf qualifizierte er sich nicht nur über 800 m, sondern auch über 1500 m für die Olympischen Spiele in Seoul. Über 800 m verpasste er über 800 Meter die Bronzemedaille um 0,06 Sekunden gegenüber Saïd Aouita, und über 1500 m gewann er in einem sehr engen Spurtrennen Silber hinter Peter Rono, aber vor Jens-Peter Herold und Steve Cram.
1990 gewann er über 1500 m Gold bei den Commonwealth Games in Auckland. Im Vorfeld der Europameisterschaften 1990 in Split galt er daher als Favorit, war aber nach einer Verletzung nicht in Bestform und wurde Vierter über 1500 m.
Peter Elliott ist 1,81 m groß und wog zu Wettkampfzeiten 67 kg. Nach seiner sportlichen Karriere wurde er Trainer und Renndirektor beim Laufveranstalter Nova International.

## Persönliche Bestzeiten
- 800 m: 1:42,97 min, 30. Mai 1990, Sevilla
  - Halle: 1:46,71 min, 12. März 1983, Cosford
- 1000 m: 2:16,30 min, 17. Januar 1990, Hamilton
- 1500 m: 3:32,69 min, 16. September 1990, Sheffield
  - Halle: 3:34,20 min, 27. Februar 1990, Sevilla
- 1 Meile: 3:49,20 min, 2. Juli 1988, Oslo
  - Halle: 3:52,02 min, 9. Februar 1990,	East Rutherford
- 2000 m: 4:52,82 min, 15. September 1987, Lausanne